# Lungulețu, Dâmbovița
Lungulețu (în trecut, și Lunguleți) este satul de reședință al comunei cu același nume din județul Dâmbovița, Muntenia, România. Satul Lunguletu este cunoscut pentru recoltele de cartofi și varza. În sat sunt 4 biserici, printre care se numara și una de lemn, aflata în cimitirul"Pantazi".
 Acest articol despre o localitate din județul Dâmbovița este deocamdată un ciot. Puteți ajuta Wikipedia prin completarea lui.